# Markéta Skotská (svatá)
pro vyhledání dalších osob stejného jména viz rozcestník Markéta Skotská
Markéta Skotská (1046/1047?, Reska u Nádasd, Uhry – 16. listopadu 1093, Edinburgh, Skotsko) byla skotská královna, zakladatelka opatství Dunfermline a patronka Skotska.

## Biografie

### Původ, mládí
Markéta byla nejstarší dcera anglického prince Eduarda, který strávil z příkazu krále Knuta několik let v exilu. Eduard byl synem krále Edmunda II. a jeho manželky Ealdgyth. Markétinou matkou byla Eduardova manželka Agáta, jejíž původ není zcela jasný; mohla snad být dcerou uherského krále Štěpána I. nebo blízkou příbuznou Gisely Bavorské, manželky tohoto monarchy. Markéta se narodila svým rodičům za exilu v Uhrách, po smrti krále Štěpána v chaotickém období vlády jeho synovce Petra Orseola. Krátce po jejím narození vypuklo v roce 1046 v Uhrách divoké povstání pohanů; všichni cizinci – především germánského původu – žijící v zemi byli napadeni, takže mnozí se obrátili o pomoc k Petru Orseolovi, anglický královský pár i Markéta však přečkal i tento zmatek.
V roce 1046 byl uherským králem korunován Ondřej I., který proti pohanům vedl těžké boje a upevňoval křesťanství s takovou horlivostí, že byl zván Ondřejem Katolickým. Zřejmě právě tato atmosféra, v níž malá Markéta vyrůstala, byla příčinou toho, že později vedla zbožný a pokorný život ve víře Kristově.
Když se bezdětný anglický král Eduard Vyznavač dozvěděl, že syn jeho staršího nevlastního bratra Edmunda Ironsidea žije, povolal ho jako svého následníka zpět do Anglie. Roku 1057 se tedy Eduard i s celou rodinou vrátil do vlasti, avšak již na jaře zemřel, aniž se stačil setkat s králem Eduardem Vyznavačem. Markéta po otcově smrti zůstala na královském dvoře.

Eduard Vyznavač zemřel roku 1066 a na trůn nastoupil Harold II. Godwinson. Trůn si však nárokoval také norský král Harald III. Hardrada a normandský vévoda Vilém Dobyvatel. 

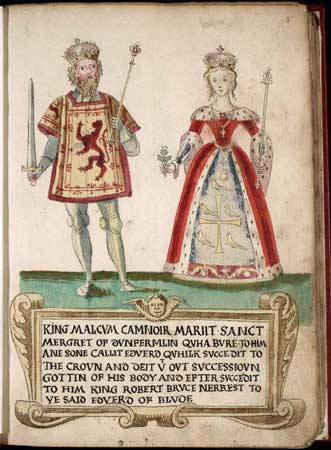
Malcolm a Markéta na iluminaci ze 16. století

Všichni tři se střetli 14. října 1066 v bitvě u Hastingsu, kde zvítězil Vilém Dobyvatel.

### Manželství, potomci
Po bitvě chtěla Markéta a její bratr Edgar Atheling utéci do Uher. Skotský král Malcolm III., přezdívaný Canmore („velká hlava“) měl Markétu na útěku hostit a zamiloval se do ní. Sňatek se konal roku 1069 a o rok později proběhla Markétina korunovace. Z manželství Markéty a Malcolma se narodilo šest synů a dvě dcery.
Mladá královna bojovala za odstranění starých keltských zvyklostí, podporovala křesťanskou výchovu, zakládání škol a podporovala chudé a nemocné. Založila slavné opatství Dunfermline, pravidelně navštěvovala věznice a nemocnice ve Skotsku. Měla být velmi vážné povahy, údajně se nikdy nesmála ba ani neusmála.
Roku 1093 se Malcolm postavil do čela vojska proti anglickému králi Vilému Rufusovi a padl 12. listopadu 1093 v boji. Těžce nemocná Markéta vyslyšela bolestnou zprávu na úmrtním loži, zemřela v Edinburghu a byla pohřbena po manželově boku v Dunfermline. Roku 1251 byla svatořečena.